# Chuño
Il chuño, voce originaria delle Ande centrali (aymara, quechua: ch'uñu "ruga" o "piega"), è il risultato della disidratazione o addirittura della liofilizzazione della patata, o altri tuberi di montagna.
La preparazione del chuño è la forma tradizionale di conservare e immagazzinare le patate per periodi lunghi, a volte anche anni. Questo prodotto è uno degli elementi centrali dell'alimentazione indigena e, in generale, della gastronomia delle regioni dove viene prodotto. Attualmente si produce e consuma chuño regolarmente nel nord-ovest dell'Argentina, nell'altipiano boliviano, nel nord del Cile e nella regione andina e costiera del Perù
In Argentina e in Chile si chiama chuño anche l'amido che si ottiene tritando le patate ed in seguito alla decantazione di granuli di amido che galleggiano nel succo di patata prodotto. In Argentina con tale amido si preparano occasionalmente dolci simili ai flan.
Durante la Seconda guerra mondiale gli Alleati scoprirono le forme di liofilizzare patate e cereali; tale procedimento era uguale a quello utilizzato da secoli dai popoli andini. Da lì la comparsa sulle nostre tavole dei purè istantanei.